# Політика добросусідства
Політика добросусідства (англ. Good Neighbor policy) — зовнішня політика адміністрації США президента Франклін Рузвельта щодо країн Латинської Америки. Основними принципами цієї політики були «невторгнення» (англ. non-intervention) і невтручання (англ. non-interference) у внутрішню політику країн Латинської Америки. Також була зміцнена ідея про те, що США повинні бути «хорошим сусідом» (англ. “good neighbor”) і повинні проводити взаємовигідні відносини з країнами цього регіону. Адміністрація Рузвельта очікувала, що нова політика створить нові економічні можливості у формі взаємовигідних торгових договорів і знову закріпить вплив Сполучених Штатів у Латинській Америці, змінивши позицію багатьох урядів регіону.

## Передісторія
Впродовж кінця XIX — початку XX століття США неодноразово проводили військові вторгнення у країни Латинської Америки для захисту своїх інтересів, частково через комерційні зацікавлення американського бізнесу. Насамперед йшлося про захист кредитних інтересів (країни Латинської Америки були боржниками) та доступ до природних ресурсів, тому була необхідною військова інтервенція для схилення до співпраці урядів цих країн.

## Адміністрація Франкліна Рузвельта

### Політика
3 березня 1933 року Рузвельт проголосив свою інавгураційну промову, в якій виголосив принципи добросусідства: 1) сусід, котрий повністю поважає себе, поважає і права інших 2) сусід поважає зобов'язання і святість угод. Ця позиція була підтверджена Корделом Халлом, держсекретарем Рузвельта, на конференції американських держав у Монтевідео, в грудні 1933 року. Халл сказав: «Жодна країна не має права втручатися у внутрішні та зовнішні справи іншої країни». У грудні того ж року Рузвельт підтвердив цю політику: «Чіткою політикою Сполучених Штатів відтепер є така, яка відкидає військову інтервенцію».
Сполучені Штати бажали мати хороші взаємини зі своїми сусідами, особливо в час зростання кількості конфліктів, тому ця політика повинна була зміцнити підтримку Латинської Америки. Політика добросусідства значила, що США будуть дивитися на Латинську Америку через мирнішу призму. Уникаючи військових інтервенцій, Сполучені Штати змінили свої методи для збереження впливу у Латинській Америці: Панамериканізм, підтримка впливових місцевих лідерів, тренування національних гвардій, економічне і культурне проникнення, позики, економічний нагляд та політичні перевороти

### Наслідки
Одним з проявів Політики добросусідства стало відкликання американської морської піхоти з Гаїті та Нікарагуа у 1934 році, анулювання Поправки Платта та ін. Культурний вплив виразився у створенні радіо програми Viva America фільмі Walt Disney 1942 рокуSaludos Amigos. Дехто вважає, що до закінчення Другої світової Латинська Америка була регіоном, де найбільше підтримували американську політику.
Ера «добросусідства» завершилася разом з загрозою Холодної війни. Холодна війна змінила політику, оскільки американці відчували, що дуже необхідно захистити Західну півкулю від радянської загрози. Ці зміни суперечили фундаментальним принципам політики добросусідства, зокрема «невторгненню». В результаті була нова хвиля американського втручання у справи Латинської Америки. До закінчення Холодної війни Сполучені штати прямо і непрямо атакували всі підозрілі соціалістичні рухи з надією зупити поширення комуністичного впливу. В тому числі сюди входить і скинення повалення соціалістичного режиму в Чилі, скинення соціалістичного президента Гватемали Хакобо Арбенса in Guatemala and the radical Sandinista government of Nicaragua..
Після Другої світової війни Сполучені Штати пересунули фокус своєї підтримки на відбудову Європи та Японії. Це відкинуло на задній план латиноамериканські країни, бо оскільки американські інвестори раніше фінансували цей регіон.